# Компания Новой Франции
Компа́ния ста акционе́ров Но́вой Фра́нции (фр. Compagnie des Cent-Associés de la Nouvelle-France) — французская торговая компания, занимавшаяся колонизацией Новой Франции. Была создана 29 апреля 1627 года по распоряжению кардинала Ришельё. Заменила собой Компанию Монморанси, не занимавшуюся делами колонии. Стала первой из европейских компаний, основанных в XVII веке, обосновавшейся в Канаде.

## История компании
Компания Новой Франции, также называемая Компанией ста акционеров или Канадской компанией, была первой настоящей попыткой колонизации Францией Америки. Каждый из ста акционеров, которыми были в том числе Самюэль де Шамплен и Ришельё, вносил по 3000 ливров, и в сумме складывался довольно перспективный для этой компании первоначальный капитал.
Эта компания функционировала по той же схеме, что и предыдущие. Монополия на всю торговлю была предоставлена ей навеки, а монополия на торговлю мехами — на 15 лет, в течение которых она обязывалась за свой счёт поселить 4000 колонистов, управлять колонией, обеспечивать защиту территории и заниматься обращением индейцев в католичество.
С 1629 по 1635 годы лейтенантом компании в Новой Франции был Самюэль де Шамплен. При французском королевском строе каждая община управлялась владетелем и священником, а также магистратом, назначаемым владетелем и священником.
С 1628 года компания направила из Франции 400 солдат срочной службы, которые были перехвачены английским флотом в заливе Святого Лаврентия. Компания была доведена до грани банкротства, а агрессивность ирокезов не позволяла ей восстановить своё финансовую устойчивость в грядущие годы. Она уступила свою монополию Компании поселенцев, состоявшей из канадских торговцев, которые с грехом пополам пытались добывать мех.
В 1663 году Людовик XIV приступил к прекращению Компанией Новой Франции деятельности и с помощью своего министра Жан-Батиста Кольбера сам стал управлять своей колонией.